# Valdampierre
Valdampierre – miejscowość i gmina we Francji, w regionie Hauts-de-France, w departamencie Oise.
Według danych na rok 1990 gminę zamieszkiwało 829 osób, a gęstość zaludnienia wynosiła 96 osób/km² (wśród 2293 gmin Pikardii Valdampierre plasuje się na 345. miejscu pod względem liczby ludności, natomiast pod względem powierzchni na miejscu 559.).